# Caradrina syriaca
Caradrina syriaca är en fjärilsart som beskrevs av Otto Staudinger 1892. Caradrina syriaca ingår i släktet Caradrina och familjen nattflyn. Inga underarter finns listade i Catalogue of Life.